# وی‌ای‌اف
وی‌ای‌اف (به لتونیایی: VEF) شرکت کارخانجات تولیدی قطعات الکترونیکی و دستگاه‌های الکتریکی لتونیایی است. تا پیش از جنگ جهانی دوم، کارخانجات این شرکت طیف گسترده‌ای از محصولات را تولید می‌نمود، که از آن‌جمله می‌توان به: هواپیما، خودرو و دوربین‌های مینیاتوری اشاره کرد.
شرکت وی‌ای‌اف در زمان اتحاد جماهیر شوروی سوسیالیستی همچنان به رشد خود ادامه داد و تولید تلفن، رادیو و تجهیزات تلفن‌خانه را نیز به محصولات خود افزود. در طول دهه‌های ۱۹۳۰ و ۱۹۴۰ میلادی، بزرگترین کارخانه تولیدی لتونی به‌شمار می‌آمد.
در دهه ۱۹۹۰ وی‌ای‌اف در رقابت با شرکت‌های غربی، بدلیل کیفیت پائین محصولات و قیمت نهایی تولیدات خود، دچار مشکل شد، تا جائیکه در فاصله سال‌های ۱۹۹۳ تا ۱۹۹۷ خط تولید ۹۰٪ درصد از محصولات خود را متوقف کرد. در سال ۱۹۹۹ شرکت وی‌ای‌اف به‌منظور تجدید ساختار و سازماندهی مجدد خصوصی شد.
دفتر مرکزی این شرکت در شهر ریگا، لتونی قرار دارد و بخشی از سهام آن در بازار بورس نزدک اوام‌اکس معامله می‌شود.